# Đani
Đani, auch Djani transkribiert (eigentlich Radiša Trajković, serbisch-kyrillisch Радиша Трајковић; geboren am 23. Juli 1973 in Priština), ist ein serbischer Pop-Folk-Sänger.

## Leben und Karriere
Trajković wurde in Priština geboren und ist dort aufgewachsen. Im Laufe seiner Karriere hat er seit 1995 acht Alben veröffentlicht.
Đani lebt in Belgrad und Frankfurt am Main.

## Diskografie

### Alben
- 1995: Tudji sviraci
- 1998: Ta žena
- 2000: Otišla si, e pa neka
- 2001: Neka pati žena ta
- 2003: Druga dva
- 2005: Sve mi tvoje nedostaje
- 2007: Balkanac
- 2010: Još te sanjam

### Singles (Auswahl)
- 1998: Zavede me i nestade
- 1999: Biću tvoja (mit Stoja)
- 2004: Sam sam
- 2010: Još te sanjam
- 2010: Nema me
- 2010: Njoj bih više verovao
- 2017: Zene (mit Dado Polumenta)
- 2017: Idi Lutko (mit Sha)
- 2017: Do zadnje pare (mit MC Stojan)
- 2017: Pevačica (mit Jana & MC Stojan)
- 2018: Deža Vu (mit Sandra Afrika & Costi)
- 2021: Tuđa Žena
- 2021: Lutalica
- 2021: Napij Se Od Srece
- 2022: Tajkun (mit MC Stojan & Jana)
- 2022: Svako Nek Svoju Sreću Bira